# Josephine Pemberton

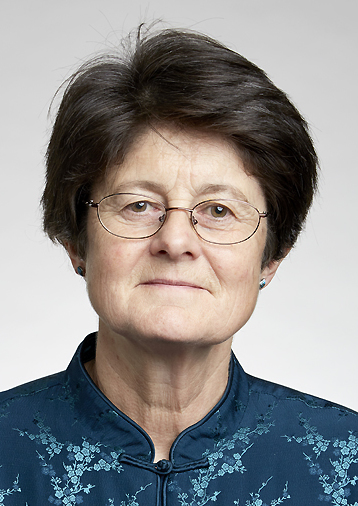
Josephine Pemberton, 2017

Josephine M. Pemberton  ist eine britische Evolutionsbiologin.
Pemberton studierte Zoologie an der Universität Oxford und wurde 1983 bei Robert H. Smith an der University of Reading mit einer Dissertation über die Populationsgenetik von Damhirschen promoviert. Als Post-Doktorandin war sie am University College London und der Universität Cambridge. Sie war Advanced Fellow des  Biotechnology and Biological Sciences Research Council (BBSRC) in Cambridge und Edinburgh und ab 1994 Lecturer an der University of Edinburgh, an der sie Professorin für molekulare Ökologie ist.
Sie erforscht Ursachen von Fitness-Unterschieden in Individuen und Verwandtschaftsverhältnisse (Analyse der Abstammung, Rekonstruktion von Stammbäumen), Phänotyp-Entwicklung, Unterdrückung von Inzucht, Widerstandsfähigkeit gegen Parasiten und Quantitative Trait Locus in natürlichen frei lebenden (Wildtier-)Populationen von Tieren, wobei sie insbesondere Langzeitstudien von Soayschafen auf der Insel St. Kilda (Schottland) und Rothirschen auf der Hebrideninsel Rùm unternahm. Sie fand, dass bei Rothirschen dominante Weibchen mehr männliche Nachkommen haben, das Verhältnis sich aber durch Umweltstress wieder ausgleicht (mehr Regen im Winter, höhere Populationsdichte). Bei Damhirsch-Populationen in England und Wales fand sie in ihrer Dissertation einen bemerkenswerten Mangel an Polymorphismus, was sie auf eine Domestikationsperiode in meso- oder neolithischer Zeit zurückführte. 2017 untersuchte sie genetische Hinweise auf Umwelteinfluss bei Inzucht-Unterdrückung bei Soapy-Schafen. Zuvor war zwar experimentell in erster Linie ein Einfluss ungünstiger Umweltbedingungen (wie hohe Populationsdichte) auf Inzucht-Unterdrückung nachgewiesen worden, dieser fand sich aber selten bei Studien von Wildtierpopulationen. Pemberton fand in 6 von  9 Abstammungslinien Einfluss der Populationsdichte (Umwelt) im Sinn einer Inzuchtunterdrückung, davon aber nur 2 statistisch signifikant.
2011 erhielt sie den Molecular Ecology Prize, 2018 die Darwin-Wallace-Medaille und 2025 die Genetics Society Medal der Genetics Society. Sie ist Fellow der Royal Society (2017) und seit 2014 Mitglied der European Molecular Biology Organization (EMBO).

## Schriften
- mit R. H. Smith: Lack of biochemical polymorphism in British fallow deer, Heredity, Band  55, 1985, S. 199–207. Abstract
- mit David W.Coltman, Jill G. Pilkington, Judith A. Smith: Parasite-Mediated Selection against Inbred Soay Sheep in a Free-Living, Island Population, Evolution, Band 53,1999, S. 1259.
- mit Loeske E. B. Kruuk, Tim H. Clutton-Brock, Steve D. Albon, Fiona E. Guinness: Population density affects sex ratio variation in red deer, Nature, Band  399, 1999, S. 459–461, PMID 10365956
- mit J. Slate, L. E. B. Kruuk: Statistical confidence for likelihood-based paternity inference in natural populations,  Molecular Ecology, Band 7, 1998, S. 639–655. PMID 9633105
- mit Loeske E. B. Kruuk, Jon Slate, Sue Brotherstone, Fiona Guinness, Tim Clutton-Brock, D. Houle: Antler size in red deer: heritability and selection but no evolution,  Evolution, Band 56, 2002, S. 1683–1695, PMID 12353761.
- mit T. H. Clutton-Brock: Soay sheep: population dynamics and selection on St. Kilda, Cambridge University Press 2003
- mit P. E. Ellis, J. G. Pilkington, C. Bérénos: Inbreeding depression by environment interactions in a free-living mammal population, Heredity, Band 119, 2017, S. 64–77, Online